# Mahamat Saleh
Mahamat Saleh Habib, más néven Mahamat Saleh  (1980. június 6., N’Djamena –)  csádi labdarúgó, jelenleg a US Albi középpályása.

## Karrier
Jelenleg a francia amatőr bajnokságban játszik US Albi focicsapattal.
Saleh játszott a professzionális szintű 
Liga 2-ben az Angers SCO csapattal.

## Nemzetközi karrier
Játszott a Csádi labdarúgó-válogatottban.